# Gutenstein (Austria)
Gutenstein – uzdrowiskowa gmina targowa w Austrii, w kraju związkowym Dolna Austria, w powiecie Wiener Neustadt-Land. Liczy 1 317 mieszkańców (1 stycznia 2017).

## Współpraca
Miejscowość partnerska:
- Gutenstein – dzielnica Sigmaringen, Niemcy